# Lumbin
Lumbin – miejscowość i gmina we Francji, w regionie Owernia-Rodan-Alpy, w departamencie Isère.
Według danych na rok 1990 gminę zamieszkiwało 936 osób, a gęstość zaludnienia wynosiła 138 osób/km² (wśród 2880 gmin regionu Rodan-Alpy Lumbin plasuje się na 817. miejscu pod względem liczby ludności, natomiast pod względem powierzchni na miejscu 1375.).
Przez gminę przepływa rzeka Isère. 